# Igor Costrov
Igor Costrov (Tighina, 3 agosto 1987) è un calciatore moldavo, centrocampista del BATĖ Borisov.

## Carriera

### Club
Ha giocato nella prima divisione dei campionati moldavo, israeliano e bielorusso.

### Nazionale
Ha giocato nella nazionale moldava Under-21.
Nel 2021 ha giocato 2 partite con la nazionale maggiore moldava.

## Palmarès

### Club

#### Competizioni nazionali
- Divizia A: 1

Dinamo Bender: 2004-2005
- Coppa di Bielorussia: 1

Nëman: 2023-2024